# Museum anatomicum
Das Museum anatomicum („Anatomisches Museum“) in Marburg, kurz auch Anatomicum genannt, ist als medizinhistorisches Museum der Philipps-Universität Marburg eine Präparate-Sammlung, die ausgehend von anatomischen und geburtshilflichen Sammlungen des 19. Jahrhunderts von Wissenschaftlern für Lehr- und Forschungszwecke aufgebaut wurde.

## Geschichte

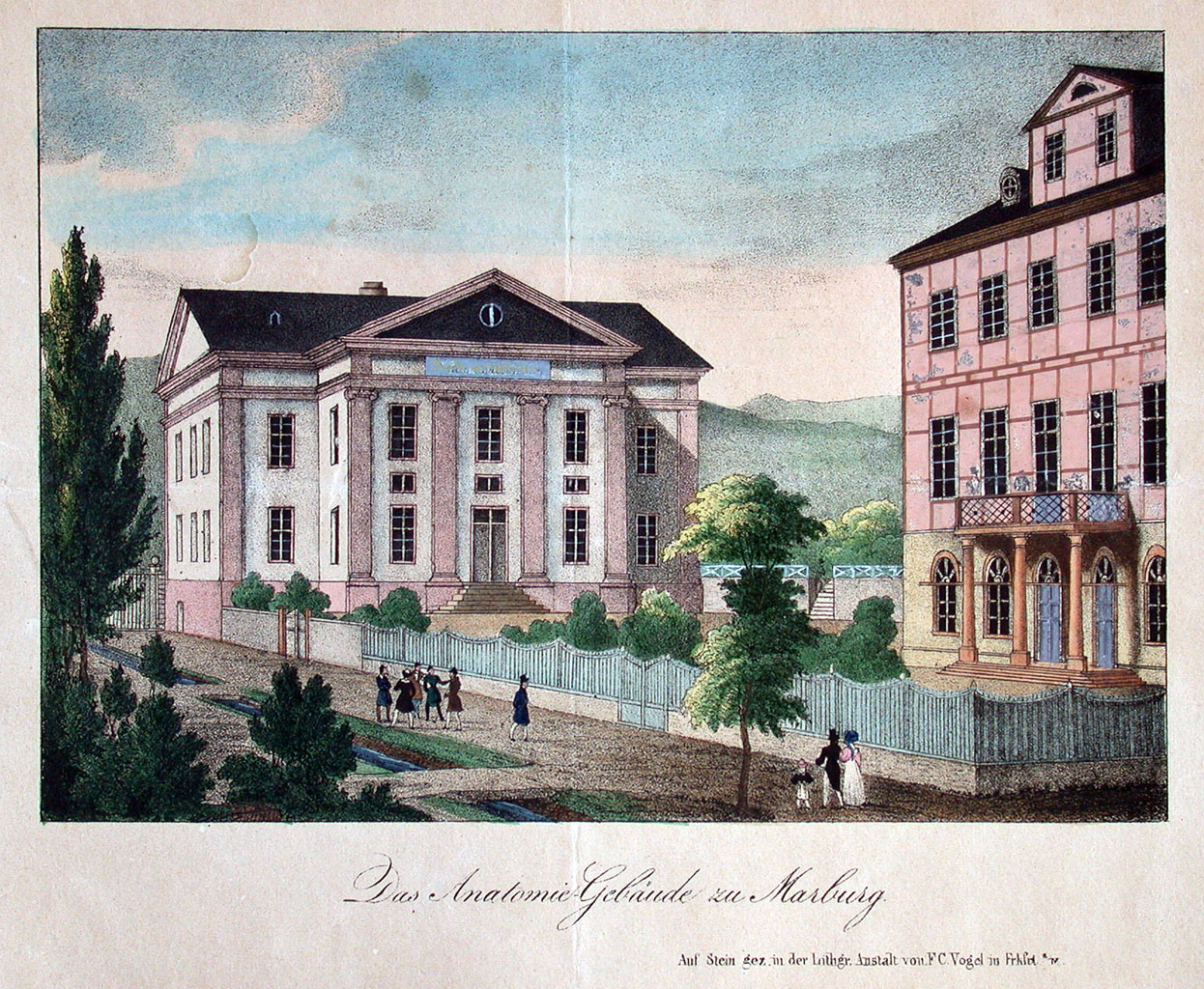
Das Anatomie-Gebäude zu Marburg in der ersten Hälfte des 19. Jahrhunderts

Schon Johannes Eichmann (1500–1560) führte an der Alma Mater Philippina öffentliche Leichenschauen durch, Standort des Collegium medicum  war das ehemalige Franziskanerkloster am Barfüßertor. Nachdem der berühmte Anatom und Naturforscher Samuel Thomas Soemmerring (1755–1830) eine Berufung nach Mainz erhalten hatte, wurde 1786 das Collegium Carolinum in Kassel aufgelöst. Das zugehörige Gebäude des Theatrum Anatomicum wurde an der Marburger Ketzerbach in der Nähe der Elisabethkirche wieder aufgebaut. Bis zum Umzug in einen Neubau am gleichen Standort im Jahr 1842 war hier die Anatomie untergebracht.
Den Grundstock der Sammlung von ca. 1600 Präparaten brachte ihr Gründer, der Anatom Christian Heinrich Bünger (1782–1842), aus der aufgelösten Universität Helmstedt nach Marburg mit; ab 1812 war er dreißig Jahre lang bis zu seinem Tod als Direktor des Anatomischen Instituts tätig. Die Sammlung wurde im Laufe der Zeit u. a. durch Franz Ludwig Fick (1813–1858) und Friedrich Matthias Claudius (1822–1869) immer weiter ausgebaut. 1887 folgte Emil Gasser (1847–1919) seinem Lehrer Nathanael Lieberkühn (1821–1887) auf den Lehrstuhl. Seinen Berufungsverhandlungen ist der Institutsneubau im Jahre 1902 in der Unteren Rosenstraße (heute Robert-Koch-Straße) zu verdanken. Im Zweiten Weltkrieg wurden das anatomische Institut und seine Exponate nicht zerstört; die Sammlung wurde in den Folgejahren teilweise eingelagert. Erst seit 1985/1989 konnte sie im Dachgeschoss des Pathologischen Instituts als Museum zugänglich gemacht werden. Sie umfasst inzwischen über 3000 Exponate aus der Zeit zwischen 1650 und 1920. Die Präparate aus den Folgejahren wurden eingeäschert, da ihre Herkunft unklar war.

## Abteilungen
Das Museum ist in fünf thematisch unterschiedlich ausgerichtete Räume gegliedert. Zu Beginn wird die Technik der Feucht-Präparation im Wandel der Zeit demonstriert: Menschliche Exponate, die mit Wasser, Wachs, verschiedenen Alkoholika und Harz haltbar gemacht wurden, verdeutlichen die Haltbarkeit der unterschiedlichen Methoden. Des Weiteren werden im Eingangsbereich Wachs- und Gipsmodelle menschlicher Organe präsentiert.
Ein Raum enthält eine „Rassen-Schädelsammlung“, die phrenologische Unterschiede zwischen den verschiedenen Ethnien demonstrieren soll; außerdem findet man hier Totenmasken und Schädel von besonderen Menschen wie zum Beispiel hingerichteten Verbrechern, die kraniometrisch vermessen wurden.
Die nächste Abteilung zeigt eine Sammlung von tierischen und menschlichen Skeletten, die zum Vergleich zwischen den Arten dienen sollte. Abnormitäten werden dort beispielhaft durch von Rachitis, Brüchen oder Skoliose deformierten Humanskeletten und Tierskeletten mit Fehlbildungen wie mehreren Gliedmaßen dargestellt.
In der embryologischen Abteilung können Besucher Präparate frühkindlicher Fehlbildungen (so genannte Missgeburten) wie Spina bifida, Doppelbildungen oder Wasserköpfe betrachten.
Ein eigener Raum ist der Geschichte der Geburtsmedizin gewidmet, in dem die Entwicklung der geburtshilflichen Gerätschaften dokumentiert wird. Hier befindet sich auch das „Marburger Lenchen“, ein Ganzkörperpräparat einer Hochschwangeren.
Im Flur der Sammlung werden die Folgen von Krankheiten auf den menschlichen Körper veranschaulicht; der Schädel eines Syphilis-Kranken ist hier ebenso ausgestellt wie das 2,44 Meter große Skelett des langen Anton, der an einem Tumor der Hirnanhangdrüse litt. Ein eigener Schaukasten ist gefüllt mit Präparaten zur Morphologie des Innenohres.
Christian Heinrich Bünger wurde als Begründer der umfangreichen Sammlung ein eigenes Zimmer gewidmet, in dem neben Nilpferdschädeln auch verschiedenste menschliche Präparate, Büngers Präparationsbesteck sowie konservierte tätowierte Haut zu sehen sind. Der Schädel und das Herz Büngers sind ebenfalls Bestandteil der anatomischen Sammlung, sind aber derzeit nicht ausgestellt.